# 御岳山 (魚沼市)
御岳山（みたけやま、おんたけさん）は、新潟県魚沼市山田に位置する標高240.4mの山である。